# Ganbaru

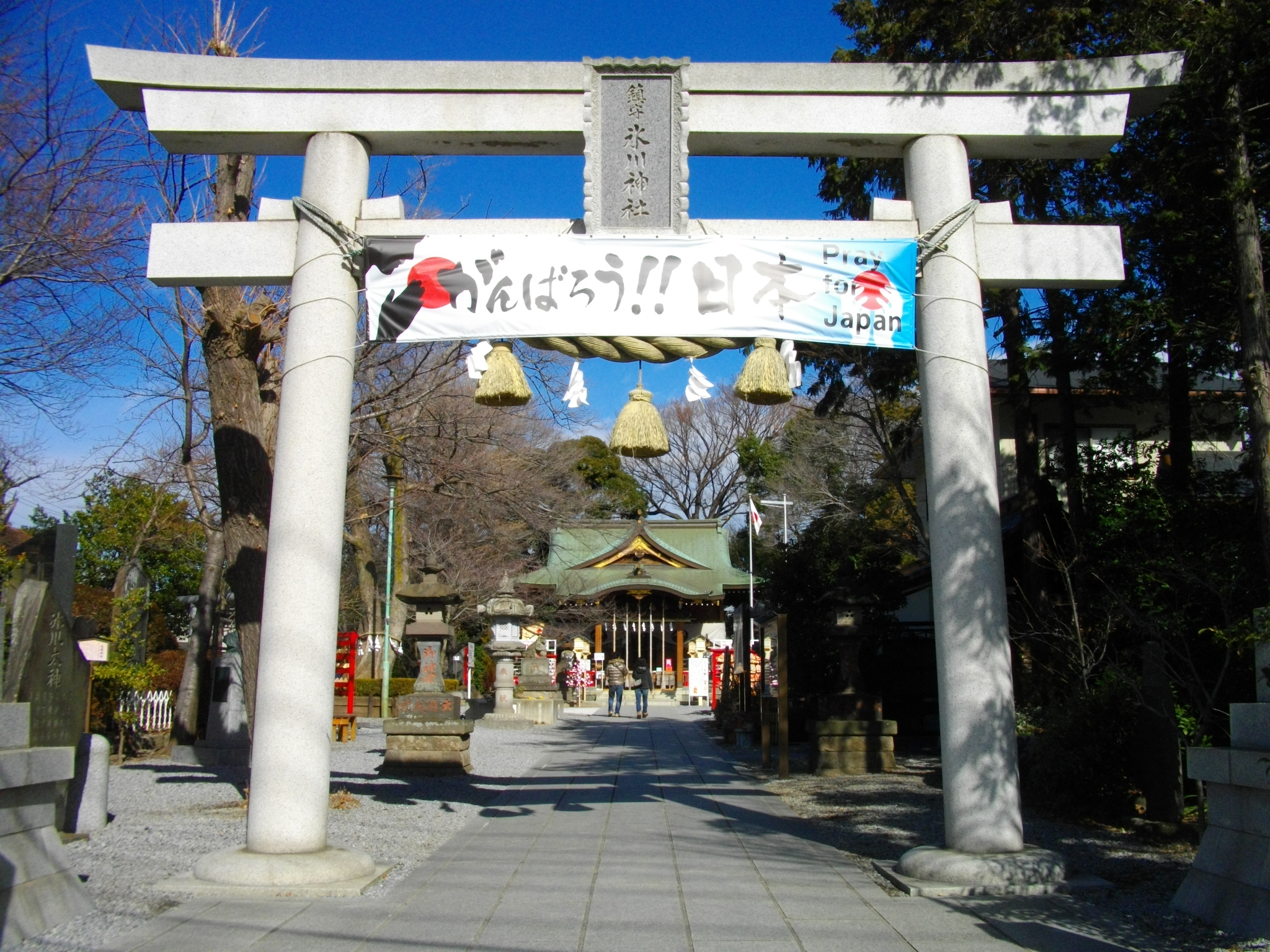
"がんばるう !! 日本" (Courage Japon !!) inscrit sur une banderole à l'entrée d'un temple shinto en soutien aux victimes des catastrophes naturelles de 2011.

 (mars 2014).
Si vous disposez d'ouvrages ou d'articles de référence ou si vous connaissez des sites web de qualité traitant du thème abordé ici, merci de compléter l'article en donnant les références utiles à sa vérifiabilité et en les liant à la section « Notes et références ».
 (mai 2014).
Ganbaru (頑張る, littéralement : s'accrocher), alternativement gambaru, est un verbe fréquemment utilisé au Japon pour exprimer la motivation et le courage, que ce soit sous forme de discours interne, de recommandation à quelqu'un ou de communication de groupe. Le mot est composé de deux idéogrammes : 頑 qui signifie ténacité, et 張 qui signifie « tirer ». Le terme peut donc être traduit en « tenir bon », « faire preuve de ténacité », ou « faire de son mieux ». L'expression en réalité insinue de faire plus que son possible , de persévérer au-delà des défis insurmontables.

## Contexte culturel
Ganbaru a une place importante dans la culture japonaise pour valoriser la persévérance malgré les obstacles et les échecs. 
Le terme signifie « s'engager entièrement dans une tâche et s'assurer de la mener à bien », un verbe utilisé quotidiennement dans le cadre du travail comme ailleurs, et un concept important dans la culture japonaise.

## Formes et nuances

### Ganbaru,ganbarimasu
Forme utilisée à la première personne du singulier, dans ce contexte la personne se motive elle-même. Prononcée à haute voix, c'est une déclaration d'intention de faire de son mieux, peut-être en réponse à une incitation (voir suivant).

### Ganbatté kudasai
Incitation polie à faire de son mieux, peut être utilisée dans le cadre du travail ou des études, généralement dite par un supérieur à un subordonné.

### Ganbaré!
Incitation plutôt informelle, employée entre des camarades ou personnes de même statut social, répandue entre les jeunes et utilisée pour encourager l'autre.

### Ganbarimashou
Déclaration de groupe pour se motiver dans le cadre du travail ou des études.